# Jong Nederland
Jong Nederland ist ein katholischer Jugendverband in Horst aan de Maas (Niederlande). Jong Nederland ist Gründungsmitglied im internationalen Dachverband katholischer Jugendverbände „Fimcap“.

## Geschichte
Die Gründung erfolgte am 6. Dezember 1944, gleich nachdem die südlichen Provinzen der Niederlande von der deutschen Besatzung befreit worden waren. Ziel war es, einen Verband für alle katholischen Jugendlichen in den Niederlanden zu schaffen und all die verschiedenen katholischen Jugendverbände, die vor dem Krieg und dem Verbot durch die Nationalsozialisten 1941 existiert hatten, zu vereinigen. Zwar traten nicht alle Verbände dem Zusammenschluss bei, jedoch entwickelte sich Jong Nederland zur wichtigsten katholischen Jugendorganisation in den Niederlanden.